# Ahmed bin Ali Stadium
Ahmed bin Ali Stadium (Al-Rayyan Stadium, Umm-Affai Stadium, arab. ملعب أحمد بن علي) – stadion piłkarski w Ar-Rajjan, w Katarze. 

## Historia
Został otwarty 18 grudnia 2020 roku. Jego pojemność wynosi 40 740 widzów. Swoje spotkania rozgrywają na nim piłkarze klubu Ar-Rajjan SC. Obiekt powstał jako jedna z aren Mistrzostw Świata 2022, częściowo w miejscu rozebranego Al-Rayyan Stadium.
Według pierwszych planów, w związku z organizacją piłkarskich Mistrzostw Świata 2022, zakładana była rozbudowa Al-Rayyan Stadium, który miał się stać jedną z aren turnieju. Ostatecznie jednak zdecydowano się na jego rozbiórkę i budowę (częściowo w jego miejscu) zupełnie nowej areny. Stary stadion rozebrano w latach 2014–2015, a budowa nowego ruszyła w roku 2016. Otwarcie nowego obiektu miało miejsce 18 grudnia 2020 roku.
Na stadionie rozegrano część spotkań klubowych mistrzostw świata w 2020 roku, Pucharu Narodów Arabskich w 2021 roku oraz mistrzostw świata w 2022 roku.